# Jay Litherland
Jay Litherland (Osaka, Japón, 24 de agosto de 1995) es un deportista estadounidense que compite en natación.
Participó en los Juegos Olímpicos de Tokio 2020, obteniendo una medalla de plata en la prueba de 400 m estilos. Ganó una medalla de plata en el Campeonato Mundial de Natación de 2019 y una medalla de oro en los Juegos Panamericanos de 2023.

## Palmarés internacional
| Juegos Olímpicos     | Juegos Olímpicos        | Juegos Olímpicos | Juegos Olímpicos |
| Año                  | Lugar                   | Medalla          | Prueba           |
| -------------------- | ----------------------- | ---------------- | ---------------- |
| 2020                 | Tokio (Japón)           | Medalla de plata | 400 m estilos    |
| Campeonato Mundial   |                         |                  |                  |
| Año                  | Lugar                   | Medalla          | Prueba           |
| 2019                 | Gwangju (Corea del Sur) | Medalla de plata | 400 m estilos    |
| Juegos Panamericanos |                         |                  |                  |
| Año                  | Lugar                   | Medalla          | Prueba           |
| 2023                 | Santiago (Chile)        | Medalla de oro   | 400 m estilos    |